# Batalla de Tumbuco
La Batalla de Tumbuco fue una confrontación bélica ocurrida en las inmediaciones de Guaranda, en la zona conocida como Tumbuco donde se enfrentaron las fuerzas del triunvirato de Quito al mando de Gabriel García Moreno y de fuerzas leales al presidente Francisco Robles a cargo del general José María Urbina.

## Antecedentes
En 1857 el gobierno del presidente Francisco Robles había cedido a los acreedores ingleses la explotación de una parte del territorio ecuatoriano de la región amazónica con el objetivo del pago de la deuda inglesa. Enterado de este acontecimiento, el presidente peruano Ramón Castilla, basándose en una interpretación de la Real Cédula de 1802, protestó por aquella cesión aludiendo que ese territorio que se pretendía entregar aún se encontraba en litigio limítrofe entre Ecuador y Perú. De esta forma el gobierno peruano a través de su diplomático en Quito, Juan Celestino Cavero, forzó a romper relaciones diplomáticas.

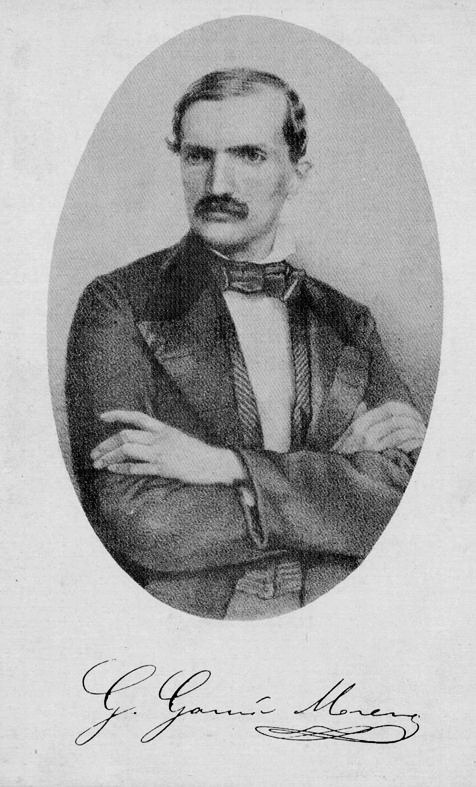
Retrato de Gabriel García Moreno autografiado.

En las sesiones del senado de 1858 se entregaron las facultades extraordinarias al presidente para que este lograra contener las amenazas de guerra de parte del Perú. Pero todo tomó otro rumbo cuando el presidente peruano declaró que en realidad no quería la guerra con el Ecuador, sino más bien la caída del poder de Robles y Urbina. Esta noticia fue tomada en buen tono por parte de la mayoría de personas que eran opositores al gobierno central por los excesos que este había cometido (como por ejemplo en la manera de reclutar gente y recolectar fondos) y además se sumaban los rumores de una supuesta venta de las islas Galápagos a los Estados Unidos.
El 26 de octubre de 1858 el gobierno de Castilla ordenó el bloqueo pacífico de toda la costa ecuatoriana. El presidente Franciso Robles, ante tal situación, decide trasladar la capital política de la República a Guayaquil, mientras en Guayaquil el general Manuel Tomás Maldonado se había intentado sublevar en contra del gobierno, pero esta rebelión acabó con la muerte Francisco Darquea; esto, sumado a la inseguridad del pueblo, hizo que el 1 de mayo de 1859 en Quito se proclamará la creación de un triunvirato  que se encargaría del poder.
Robles alarmado por esto, envío al general José María Urbina a sofocar a los insurrectos que habían formado un ejército al mando de Gabriel García Moreno, chocando finalmente en Tumbuco, cerca de Guaranda.

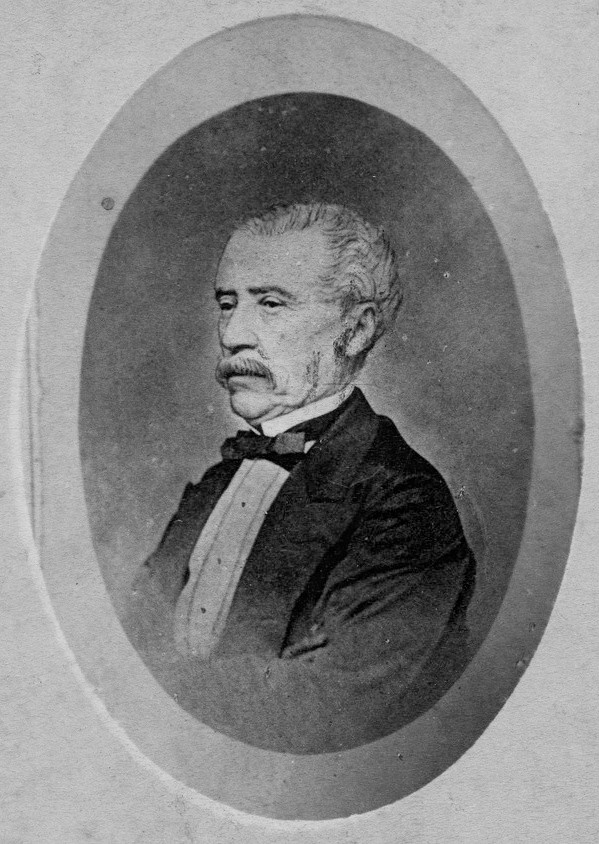
Retrato del general José María Urbina.

## Batalla
Las fuerzas del triunvirato al mando de Gabriel García Moreno estaban pobremente equipadas, tanto tácticamente como militarmente, por lo que García Moreno atacó a la trinchera que había mandado construir Urbina para el ataque, donde las dos fuerzas chocaron durante aproximadamente unas 6 horas en la que ninguno de los dos bandos cedió terreno.
Urbina contraataco a las fuerzas de García Moreno, por lo que estas fueron desintegradas en unos pocos ataques que hizo este, en medio de la confusión García Moreno casi fue capturado, si no fuera porque el joven coronel Ignacio de Ventimilla le prestó un caballo para que el pudiese huir del campo de batalla.

## Consecuencias
Con el triunfo, Urbina avanzó sobre Quito el 16 de junio de 1859, los batallones que estaban listos para defenderla se desintegraron y huyeron, por lo que los triunviros se dirigieron hacia Ibarra, rindiéndose allí el 21 de junio de 1859. Algunos lograrían escapar a la vecina Confederación Granadina (actual Colombia). Lo sucedido le permitió al presidente Robles volver a tener el control de todas las poblaciones de la sierra ecuatoriana. García Moreno se embarcó a Perú a entrevistarse con el presidente peruano Ramón Castilla y pedirle ayuda para continuar con la rebelión.
Francisco Robles aprobó y publicó un decreto que imponía una contribución de cien mil pesos a las poblaciones que habían apoyado al triunvirato quiteño.